# گورستان قرنطینه
گورستان قرنطینه مربوط به دوره پهلوی دوم است و در قصر شیرین، نزدیک پاسگاه نیروی انتظامی سهراب واقع شده و این اثر در تاریخ ۲۲ اسفند ۱۳۸۵ با شمارهٔ ثبت ۱۸۱۲۰ به‌عنوان یکی از آثار ملی ایران به ثبت رسیده است.